# Джунмере
Джунмере (груз. ჯუნმერე) — село в Грузії.
За даними перепису населення 2014 року в селі проживає 146 осіб.